# Uropeltis phillipsi
Espèce
Synonymes
- Silybura phillipsi Nicholls, 1929

Uropeltis phillipsi est une espèce de serpents de la famille des Uropeltidae. 

## Répartition
Cette espèce est endémique du Sri Lanka.

## Étymologie
Cette espèce est nommée en l'honneur de William Watt Addison Phillips (1892-1981).

## Publication originale
- Nicholls, 1929 : A new species of Earth Snake of the genus Silybura [Silybura phillipsi]. Spolia Zeylanica, Colombo, vol. 15, no 2, p. 153-155.